# Iltrentasette
Iltrentasette - Memorie di una città ferita è un film documentario del 2005 diretto da Roberto Greco.

## Trama
2 agosto 1980 ore 10.25: strage alla Stazione di Bologna. Il 37 è l'autobus di linea che fu adibito al trasporto delle salme: diventerà uno dei simboli della reazione immediata e spontanea della collettività alla bomba che ha dilaniato uno dei luoghi simbolici della vita e delle relazioni
di un'intera città.
Sessanta testimonianze di chi, a vario titolo, prese parte ai soccorsi, costituiscono altrettanti tasselli di un racconto corale, un crescendo che va dalle prime ore di quella mattina, avvolte nel caos e nello sgomento generale, fino agli sviluppi dei giorni seguenti, quando si fa più chiaro il numero delle vittime e la natura dell'attentato.

## Distribuzione
Il documentario fu selezionato al Festival dei Popoli.